# 존 윈스럽
존 윈스럽(John Winthrop, 1588년 1월 12일 - 1649년 3월 26일)은 17세기에 청교도를 신세계로 이끈 정치인이다. 1629년에 매사추세츠만 식민지에 참가하여 1630년 4월 8일 최초의 주지사로 선출되었다. 1639년부터 1648년 사이의 피선되지 않은 적도 있었지만, 총 12차례 재선되었다. 정치가로서 존경을 받은 인물이지만, 1634년 법률을 만들 때 그의 막무가내식 행동으로 비판받았다.

## 생애
윈스럽은 1587년 또는 1588년 1월 12일 잉글랜드의 서퍽주 에드워드스톤에서 아담 윈스럽(1548-1623)과 아내 앤 브라운의 아들로 태어났다. 그의 출생은 그로톤의 교회에 기록되어 있다. 그의 아버지의 가족은 섬유 사업에서 성공을 거두었으며, 그의 아버지는 서퍽에 여러 부동산을 가지고 있는 유망한 변호사이자 지주였다. 윈스럽이 어렸을 때 그의 아버지는 캠브리지 트리니티 칼리지의 이사가 되었다. 윈스럽의 삼촌인 존이 아일랜드로 이민을 갔을 때, 윈스럽의 가족은 그로튼 장원에서 거주를 하게 되었다.
처음에는 집에서 가정교사에게 배우다가, 다음에는 그래머스쿨로 갔을 것으로 추측된다. 그는 또한 그의 아버지와 성직자들 사이에 종교 토론에 자주 노출되었으며, 어린 나이에 종교적 이해를 깊이하는 계기가 되었다. 1602년에 트리니티 칼리지에서 입학하였다. 그가 같이 지내게 되는 학생들 중에는 존 코튼과 존 휠라이트 두 사람이 있었으며, 그들은 이후 뉴잉글랜드에서도 중요한 역할을 맡게 된다.
1620년에 런던 지방법원 변호사가 되었다. 매우 신앙심이 두텁고, 영국 성공회는 가톨릭 의례에서 탈피하지 않으면 안된다는 청교도의 신앙을 열심히 신봉했다.
1630년 4월 8일 4개의 배는 와이트 섬을 떠나 그들의 식민지로 향했는 데, 그중 '아벨라'라는 배 안에는 존 윈스럽과 그의 아들 사무엘과 스티븐이 있었다. 그 배 안에서 그는 ' 그리스도인의 자비의 한 모델'이라는 유명한 설교를 하였다.

## 유명한 경구
| “ | 만약 신이 우리의 대서양 횡단을 허락하신다면 우리들은 세계를 개조하기 위한 위대한 과업에 몸을 바쳐야 하며 또한 신으로부터 위탁을 받았다는 것이 증명되는 것이다 | ” |

| “ | 우리가 하나님의 길을 따른다면, 하나님께서 우리를 찬송과 영광(praise and glory)이 되게 하실 것이다. 우리는 언덕 위의 도시(city on a hill/ 마태복음5:14의 ‘산위에 있는 동네’를 의미함)가 되는 것에 대해 진지하게 고려해 보아야만 한다. | ” |

| “ | 모든 참된 교회들은 지역 기관 단체들과 그들의 지도자들과 하나님과의 내재적인 언약의 기초위에 세워졌다. | ” |

## 저서
존 윈스럽의 편지들(페리 밀러의 저서 <청교도들>465쪽)

## 같이 보기
- 매사추세츠만 식민지